# Magic Schwarz
Greg „Magic” Schwarz (ur. 21 maja 1948 w San Antonio w Teksasie) – amerykański kulturysta, wrestler, kaskader, aktor filmowy i telewizyjny. W 1979 w światowej sławy Gold’s Gym w Venice w Kalifornii był pierwszym osobistym trenerem kilku profesjonalnych sportowców i wielu aktorów z Hollywood, byli to m.in.: Willie Banks, Jane Fonda, Mickey Rourke, Lance Henriksen, Michael Landon, Brian Bosworth i Florence Griffith-Joyner, a także drużyna koszykówki UCLA Bruins.

## Filmografia

### filmy fabularne
- 1985: Grunt! The Wrestling Movie jako Mad Dog Joe DeCurso
- 1987: Penitentiary 3 (Penitentiary III) jako Hugo
- 1987: Więcej niż wszystko (Over the Top) jako Smasher
- 1987: Trashy Ladies Wrestling (wideo)
- 1989: Johnny Przystojniak (Johnny Handsome) - trener Mickeya Rourke’a
- 1990: Lwie serce (Lionheart) jako zawodnik Racquetball
- 1991: Zimny jak głaz (Stone Cold) jako Poker
- 1992: Muscle Rock Madness (wideo) jako Harley Davidsen

### seriale TV
- 1986: Comedy Factory jako Sal
- 1988: Opowieści z ciemnej strony (Tales from Darkside) jako Trog
- 1988: Autostrada do nieba (Highway to Heaven) jako rowerzysta
- 1989: Hard Time on Planet Earth jako Byczy Bicz